# León Ferrari
León Ferrari (Buenos Aires, 3 de setembro de 1920 — Buenos Aires, 25 de julho de 2013) foi um artista conceitual argentino. Segundo The New York Times, era um dos cinco artistas plásticos mais provocadores e importantes do mundo. Os pilares de sua obra foram as guerras, todas as formas de intolerância e a religião.

## Biografia
Pintor, gravador, escultor, artista multimídia, inicia seu trabalho como escultor na Itália, onde residiu por três anos, com sua família. Em 1946 começou a pintar retratos e a desenhar quadros de flores, embora nunca tendo cursado formalmente uma escola de belas artes.
Graduou-se em engenharia na Universidade de Buenos Aires em 1947.
Em 1955, realiza exposição individual na Galeria Cariola, em Milão. Em 1960, começa a fazer esculturas de arame e aço inoxidável e, dois anos depois, produz desenhos caligráficos e colagens. Em 1965, engaja-se no movimento cultural e político do Instituto di Tella de Buenos Aires e abandona a produção abstrata.
Entre 1968 e 1969, participa dos eventos Tucuman Arde e Malvenido Rockefeller, em Buenos Aires.
En 1976, durante a ditadura militar na Argentina, exilou-se na cidade de São Paulo, época em que retoma a produção de esculturas de metal. Em 1977, passa a fazer esculturas sonoras em barras metálicas e interessa-se por novos meios expressivos, incentivado pela convivência com Regina Silveira (1939) e Julio Plaza (1938 - 2003). Realiza obras em videotexto, microfichas, arte postal, cria livros de artista e trabalha com litografia.
Em 1982 viajou para a Argentina. Regressaria definitivamente ao seu país em 1991.
Em 1995 obteve a bolsa Guggenheim.

La Civilización Occidental y Cristiana.

Com sua obra mais conhecida, La Civilización Occidental y Cristiana ganhou o Leão de Ouro da 52ª Bienal Internacional de Arte de Veneza, em 2007.
Ganhou o prêmio de melhor exposição do ano, em 1983, da Associação Paulista de Críticos de Arte - APCA. No ano seguinte volta a residir em Buenos Aires. Passa a utilizar também o meio digital em suas proposições, como em Electronicartes, 2002/2003. Em paralelo às atividades em artes visuais, publica livros como Nosotros no sabíamos, em 1976; Cuadro Escrito, em 1984; Exégesis, em 1993, e La Bondadosa Crueldad, em 2000. Nesse ano, recebe o Prêmio Costantini.
Obteve o Prêmio Konex (menção honrosa), em 1992 e 2002. Em 2012 recebeu o Konex de Platina na categoria  Arte Conceitual: Quinquênio 2002-2006 e o Konex de Brilhante, concedido ao artista mais destacado da década, na Argentina.
Em 25 de março de 2012, ao se completarem 35 anos do sequestro, assassinato e desaparecimento de Rodolfo Walsh, o Espacio Memoria y Derechos Humanos inaugurou a instalação Carta Abierta a la Junta Militar, a partir de uma idea de León Ferrari. A obra, que foi montada no Bosque de Eucaliptos, em frente ao casino dos oficiais da antiga ESMA, é composta por quatorze paineis de vidro com a transcrição completa da Carta Abierta de Walsh..
Considerado o maior artista plástico da Argentina, Ferrari foi um crítico ferrenho da Igreja Católica e da ditadura militar na Argentina, o que é evidente em grande parte da sua produção. Chegou a ser chamado de "blasfemo" por papa Francisco, à época em que este era o Arcebispo de Buenos Aires.
Faleceu em Buenos Aires, sua cidade-natal, aos 92 anos, em decorrência de um câncer.